# Орёл (Добручинская волость)
Орёл — деревня в Гдовском районе Псковской области России. Входит в состав Добручинской волости Гдовского района.

## География
Расположена в 23 км к северу от Гдова и в 11 км к северо-западу от волостного центра, деревни Добручи. В 3,5 км к западу находится Чудское озеро.

## Население
Численность населения деревни на 2000 год составляла 1 человек, по переписи 2002 года — 7 человек.